# Heinz Priess (Widerstandskämpfer)
Heinz Priess (* 2. April 1920 in Hamburg; † 12. März 1945 im Zuchthaus Brandenburg-Görden) war ein deutscher Widerstandskämpfer.

## Leben
Heinz Priess entstammte einer Hamburger Arbeiterfamilie. Er wurde Mitglied der kommunistischen Kinderorganisation JSBund wurde Mitglied des bereits im Untergrund tätigen Kommunistischen Jugendverband Deutschlands (KJVD). Ab 1933 unterstützte er wie seine Brüder Viktor und Bruno den antifaschistischen Widerstand. Beiden Brüdern gelang nach einer KZ-Haft die Flucht aus Deutschland. Sie kämpften in Spanien in den Internationalen Brigaden, Bruno fiel in der Schlacht am Ebro am 21. September 1938.

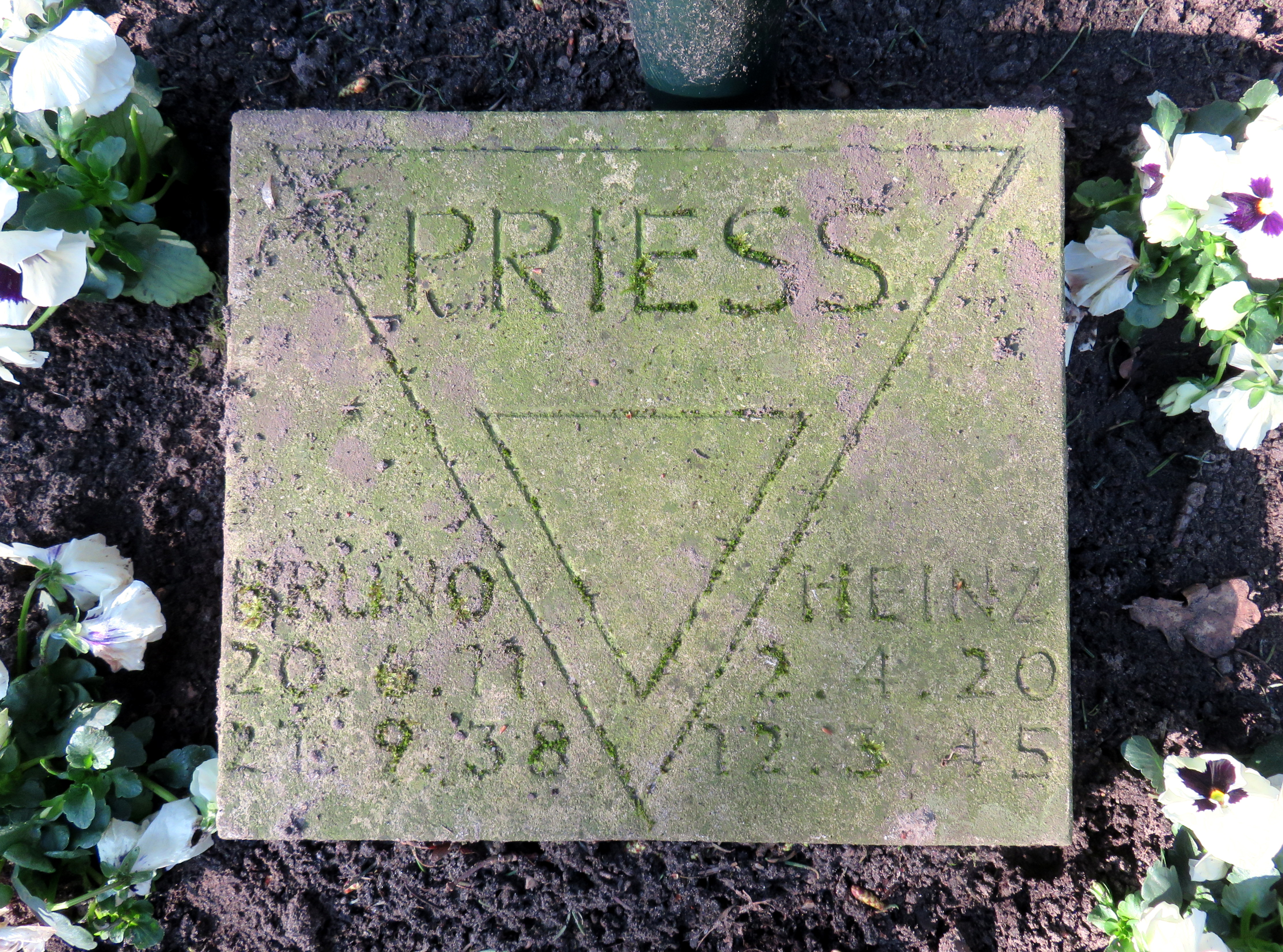
Bruno und Heinz Priess, Ehrenhain auf dem Friedhof Ohlsdorf

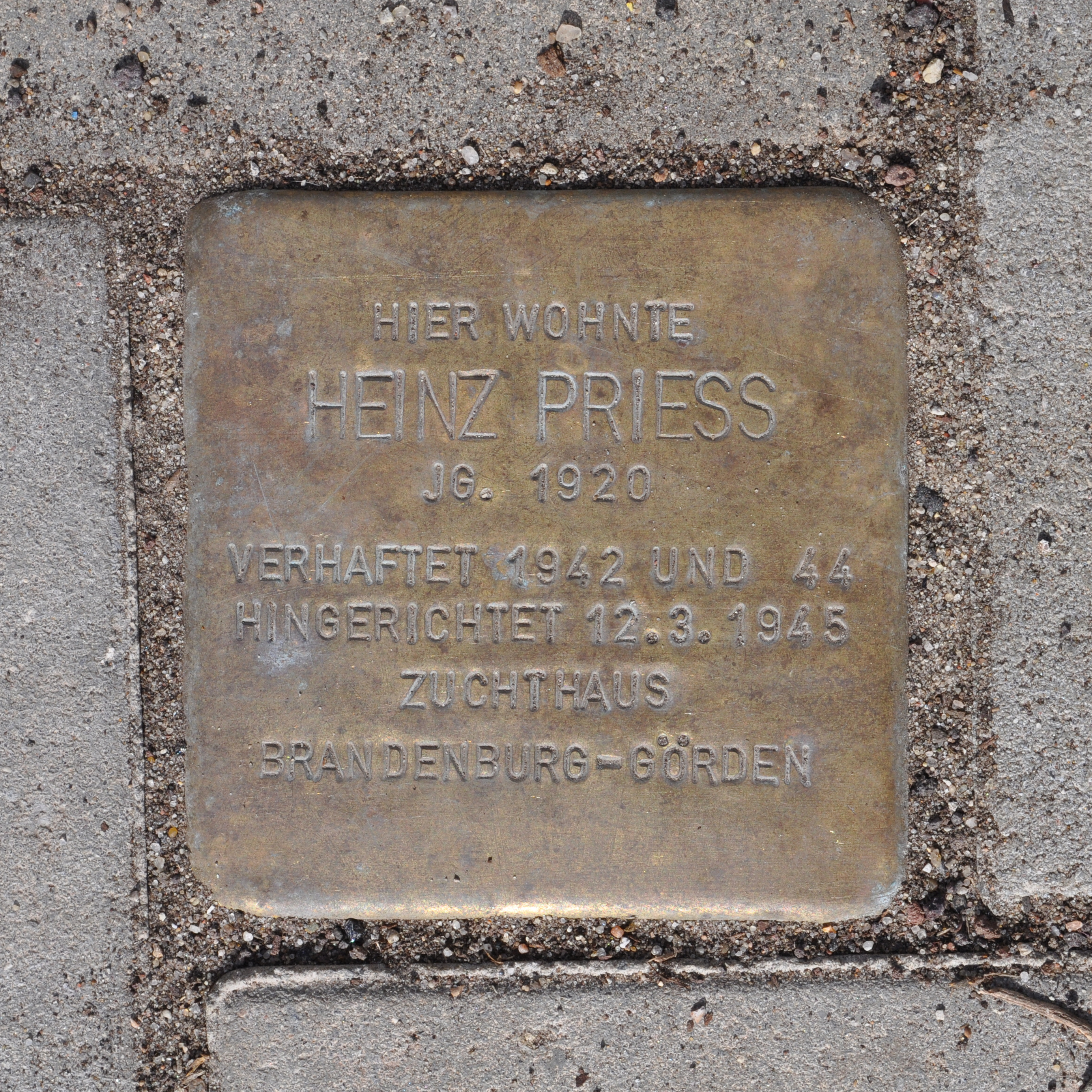
Stolperstein Wellingsbütteler Landstraße 243

Priess erlernte den Beruf Maschinenschlosser und studierte danach an einer technischen Lehranstalt Konstruktionstechnik. Ab 1941 war er als Flugzeugkonstrukteur bei Blohm & Voß tätig, wo er sich einer Dreiergruppe anschloss, die zur Widerstandsorganisation Bästlein-Jacob-Abshagen-Gruppe gehörte.
Gemeinsam mit seiner Mutter Marie Priess (geb. Drews) und seinem ehemaligen Berufsschullehrer Ernst Mittelbach half er den im Sommer 1942 über Ostpreußen mit einem Fallschirm abgesprungenen deutschen Kommunisten Erna Eifler und Wilhelm Fellendorf, die wegen der bereits begonnenen Verhaftungswelle gegen die Berliner Gruppen der Roten Kapelle dort vergeblich eine Kontaktaufnahme versucht hatten und mit ihren Reserve-Adressen nach Hamburg gekommen waren. Der Bruder von  Heinz Priess, Viktor Priess, war zu der Zeit für den militärischen Nachrichtendienst der Roten Armee tätig und hatte die Adresse seiner Mutter als eine zuverlässige Zufluchtsmöglichkeit benannt. Unterstützung erhielten sie dabei auch von Katharina Fellendorf, Herbert Bittcher und Willi Milke, die für ihre Hilfsbereitschaft und die Versorgung der beiden Fallschirmspringer mit Unterkunft und Verpflegung später „in faschistischen Kerkern den Tod“ fanden.
Wegen der Gewährung von Unterkunft für von der Gestapo gesuchte Personen wurden Heinz und Marie Priess im Oktober 1942 verhaftet. Durch schwere Luftangriffe auf Hamburg wurde das dortige Gerichtsgefängnis so stark beschädigt, dass sie Hafturlaub erhielten mit der Auflage, sich nach zwei Monaten wieder zu melden. Sie entschieden sich aber dafür, in den Untergrund zu gehen und illegal in Hamburg zu leben. Beide wurden am 19. Juni 1944 erneut festgenommen und im Oktober 1944 zum Tod verurteilt. Heinz Priess wurde ins Zuchthaus Brandenburg transportiert und dort am 12. März 1945 hingerichtet. Seine Mutter Marie Priess überlebte dank der Befreiung.
Der Redakteur und Spanienkämpfer Heinz Priess ist sein Vetter.

## Ehrungen
Im Ehrenhain Hamburgischer Widerstandskämpfer auf dem Hamburger Friedhof Ohlsdorf befindet sich ein Kissenstein für Bruno und Heinz Priess (erste Reihe von links, dreizehnter Stein).
Auf Initiative der Vereinigung der Verfolgten des Naziregimes – Bund der Antifaschistinnen und Antifaschisten (VVN-BdA e. V.) wurde an seinem letzten Wohnhaus Wellingsbütteler Landstraße 243 in Hamburg-Ohlsdorf ein Stolperstein verlegt.
Ein Zubringertrawler mit der Kennnummer ROS 415 der „Artur Becker“-Baureihe erhielt ebenfalls seinen Namen.